# 20. Zusatzartikel zur Verfassung der Vereinigten Staaten
Das Amendment XX, der 20. Zusatzartikel zur Verfassung der Vereinigten Staaten von Amerika, enthält einige Details, die präsidiale Nachfolge und die Regelung des Beginns und der Beendigung der Amtsperiode von gewählten Bundesorganen betreffend. Es wird auch das Lame Duck Amendment (Lahme-Ente-Verfassungszusatz) genannt.
Der Verfassungszusatz wurde am 2. März 1932 vom US-Kongress vorgeschlagen, am 23. Januar 1933 ratifiziert, aber gemäß Abschnitt 5 auf die Amtseinführung des neuen Präsidenten (Franklin D. Roosevelt) im Jahr 1933 noch nicht angewendet.
Als verantwortlich für den 20. Zusatzartikel gilt George W. Norris.

## Wortlaut

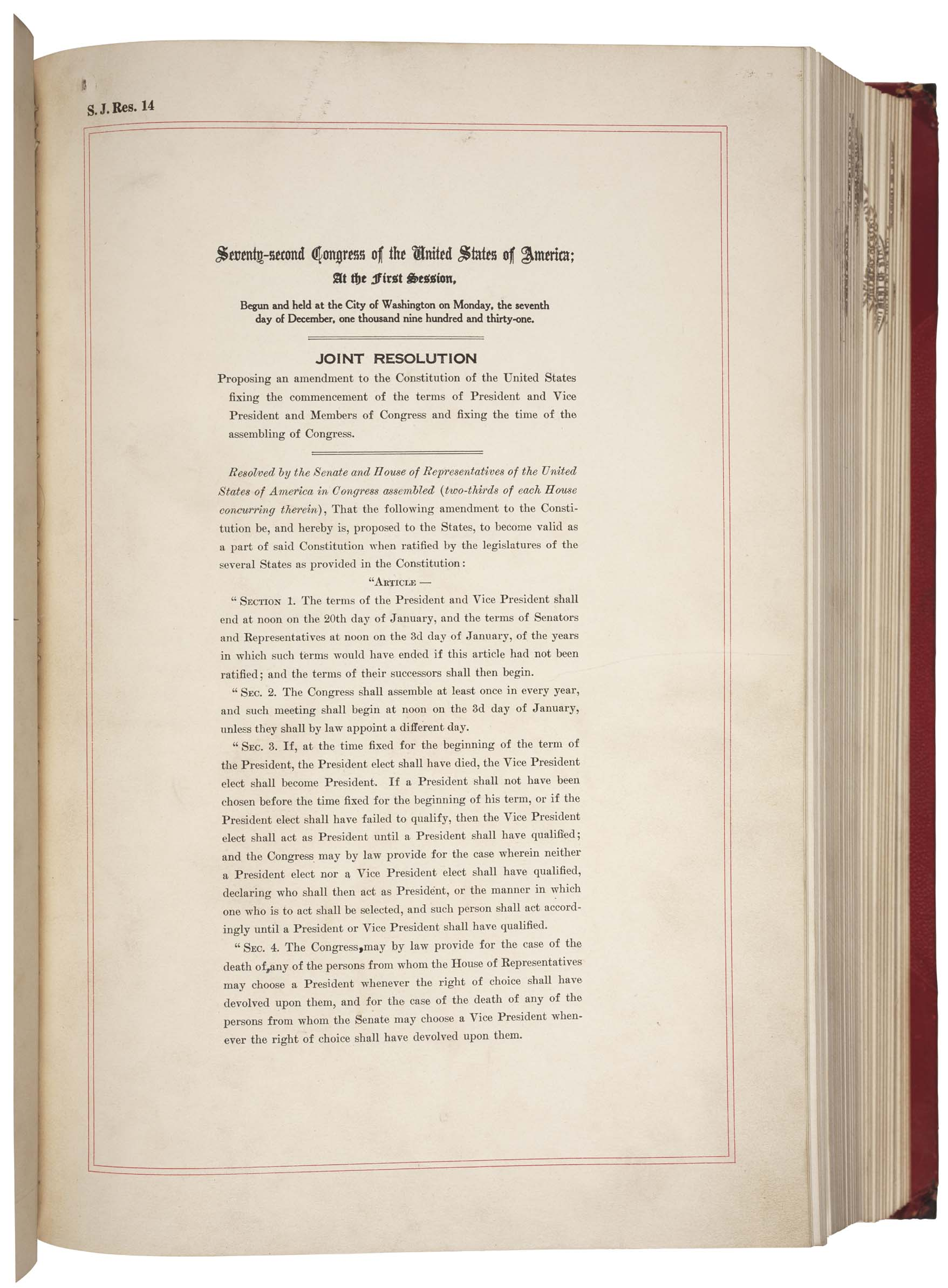
Erste Seite des Amendment XX aus dem Nationalarchiv

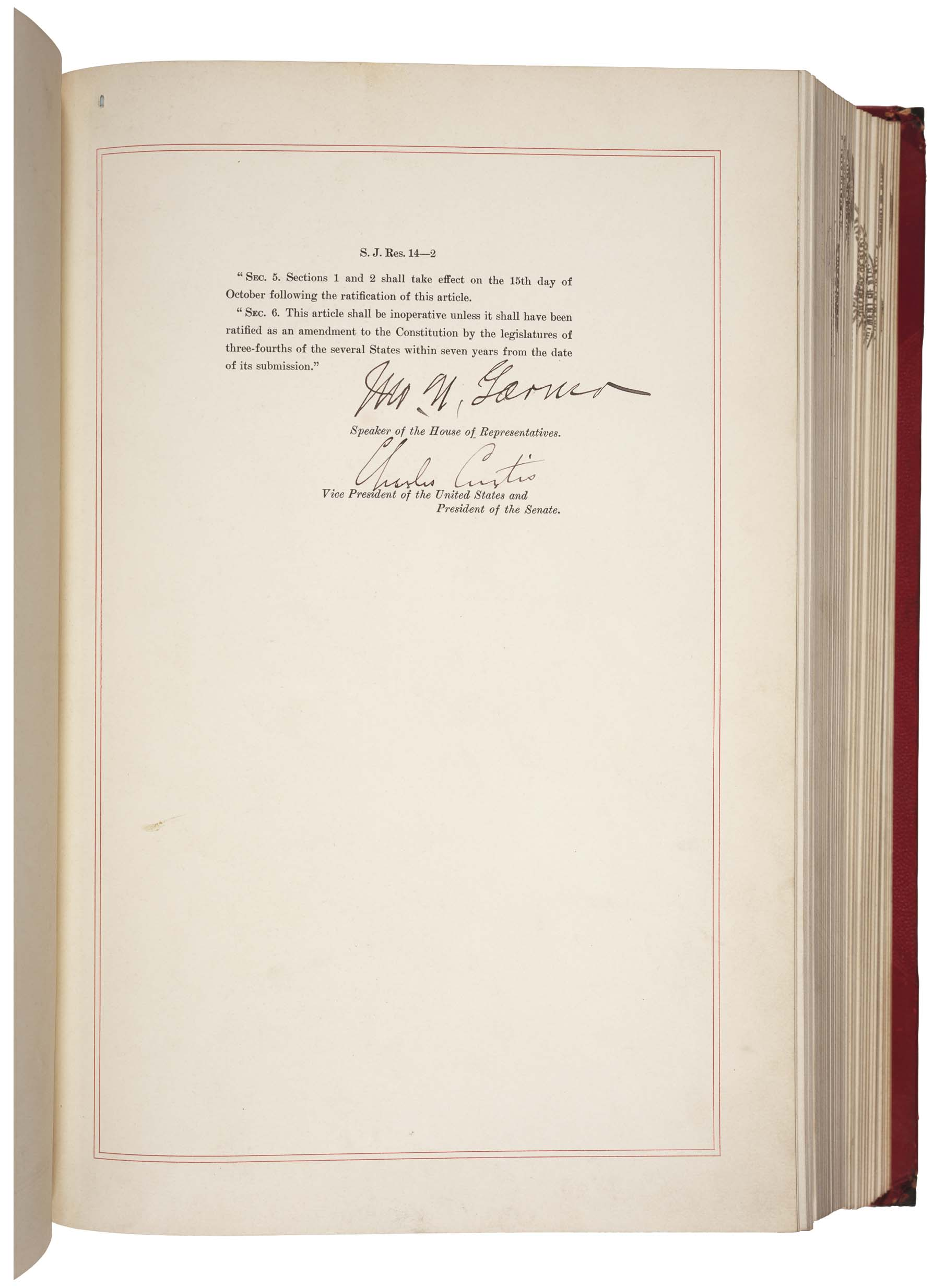
Zweite Seite

Englisch
Section 1.
The terms of the President and Vice President shall end at noon on the 20th day of January, and the terms of Senators and Representatives at noon on the 3d day of January, of the years in which such terms would have ended if this article had not been ratified; and the terms of their successors shall then begin.
Section 2.
The Congress shall assemble at least once in every year, and such meeting shall begin at noon on the 3d day of January, unless they shall by law appoint a different day.
Section 3.
If, at the time fixed for the beginning of the term of the President, the President elect shall have died, the Vice President elect shall become President. If a President shall not have been chosen before the time fixed for the beginning of his term, or if the President elect shall have failed to qualify, then the Vice President elect shall act as President until a President shall have qualified; and the Congress may by law provide for the case wherein neither a President elect nor a Vice President elect shall have qualified, declaring who shall then act as President, or the manner in which one who is to act shall be selected, and such person shall act accordingly until a President or Vice President shall have qualified.
Section 4.
The Congress may by law provide for the case of the death of any of the persons from whom the House of Representatives may choose a President whenever the right of choice shall have devolved upon them, and for the case of the death of any of the persons from whom the Senate may choose a Vice President whenever the right of choice shall have devolved upon them.
Section 5.
Sections 1 and 2 shall take effect on the 15th day of October following the ratification of this article.
Section 6.
This article shall be inoperative unless it shall have been ratified as an amendment to the Constitution by the legislatures of three-fourths of the several States within seven years from the date of its submission.
Deutsch
Abschnitt 1
Die Amtsperioden des Präsidenten und Vizepräsidenten enden am Mittag des 20. Tages des Monats Januar und die Amtsperioden der Senatoren und Abgeordneten am Mittag des 3. Tages des Monats Januar des jeweiligen Jahres, in dem diese Amtsperioden geendet hätten, wenn dieser Artikel nicht ratifiziert worden wäre; sodann beginnt die Amtsperiode ihrer Nachfolger.
Abschnitt 2
Der Kongress tritt wenigstens einmal in jedem Jahr zusammen, und zwar beginnt diese Sitzung am Mittag des 3. Tages des Monats Januar, falls er nicht durch Gesetz einen anderen Tag bestimmt.
Abschnitt 3
Wenn zu der für den Beginn der Amtsperiode des Präsidenten festgesetzten Zeit der gewählte Präsident verstorben sein sollte, dann wird der gewählte Vizepräsident Präsident. Wenn vor dem für den Beginn der Amtsperiode festgesetzten Zeitpunkt kein Präsident gewählt worden sein sollte oder wenn der gewählte Präsident die Voraussetzungen der Amtsfähigkeit nicht erfüllt, dann nimmt der gewählte Vizepräsident die Geschäfte des Präsidenten wahr, bis ein amtsfähiger Präsident ermittelt ist. Für den Fall, dass weder ein gewählter Präsident noch ein gewählter Vizepräsident amtsfähig ist, kann der Kongress durch Gesetz bestimmen, wer dann die Geschäfte des Präsidenten wahrnehmen soll, oder das Verfahren festlegen, nach dem derjenige, der die Geschäfte wahrnehmen soll, auszuwählen ist. Dieser übt daraufhin die Geschäfte aus, bis ein amtsfähiger Präsident oder Vizepräsident ermittelt ist.
Abschnitt 4
Der Kongress kann durch Gesetz Bestimmungen erlassen für den Fall des Ablebens einer der Personen, aus deren Mitte das Repräsentantenhaus einen Präsidenten wählen kann, wenn ihm das Wahlrecht zufällt, sowie für den Fall des Ablebens einer der Personen, aus deren Mitte der Senat einen Vizepräsidenten wählen kann, wenn ihm das Wahlrecht zufällt.
Abschnitt 5
Der erste und zweite Abschnitt sollen am 15. Tage des Monats Oktober, der der Ratifikation dieses Artikels folgt, in Kraft treten.
Abschnitt 6
Dieser Zusatzartikel ist unwirksam, wenn er nicht durch die gesetzgebenden Körperschaften von drei Vierteln der Einzelstaaten binnen sieben Jahren, gerechnet vom Zeitpunkt seiner Übermittlung, als Verfassungszusatz ratifiziert wird.

## Geschichte
Der Sinn dieses Verfassungszusatzes war die Verkürzung der Zeit zwischen der Wahl des Präsidenten und des Kongresses und dem Beginn ihrer Amtsperioden. Unter der ursprünglichen Verfassung nahmen diese ihre Arbeit am 4. März auf, vier Monate nach der Wahl. Diese Pause war im 19. Jahrhundert noch notwendig gewesen, um den neu gewählten Amts- bzw. Mandatsträgern zu ermöglichen, ihre Angelegenheiten in Ordnung zu bringen und von ihrem Wohnsitz in die Hauptstadt Washington D.C. zu reisen. Im 20. Jahrhundert hatte sich die dafür benötigte Zeit jedoch deutlich reduziert.
Außerdem musste aufgrund der ursprünglichen Regelung der Kongress jedes Jahr im Dezember eine Versammlung abhalten. Dies führte in Wahljahren zu einem „lame-duck“-Treffen („lahme Ente“), bei dem üblicherweise nur wenig entschieden wurde.
Im Februar 1933, nur  drei Wochen nach der Ratifikation des Verfassungszusatzes, wurde der zwar gewählte, aber noch nicht vereidigte Präsident Franklin D. Roosevelt Ziel eines erfolglosen Attentats durch Giuseppe Zangara, dem Bürgermeister Anton Cermak von Chicago, der ihn begleitete,  zum Opfer fiel. Wäre Roosevelt ums Leben gekommen, wäre Abschnitt 3 anzuwenden gewesen.
Die erste Amtseinführung nach Abschnitt 1 dieses Verfassungszusatzes war die von Roosevelt und dessen Vizepräsidenten John Nance Garner am 20. Januar 1937.

## Ratifizierung
Der Zusatzartikel wurde von den einzelnen Bundesstaaten wie folgt ratifiziert:
- Virginia: 4. März 1932
- New York: 11. März 1932
- Mississippi: 16. März 1932
- Arkansas: 17. März 1932
- Kentucky: 17. März 1932
- New Jersey: 21. März 1932
- South Carolina: 25. März 1932
- Michigan: 31. März 1932
- Maine: 1. April 1932
- Rhode Island: 14. April 1932
- Illinois: 21. April 1932
- Louisiana: 22. Juni 1932
- West Virginia: 30. Juli 1932
- Pennsylvania: 11. August 1932
- Indiana: 15. August 1932
- Texas: 7. September 1932
- Alabama: 13. September 1932
- Kalifornien: 4. Januar 1933
- North Carolina: 5. Januar 1933
- North Dakota: 9. Januar 1933
- Minnesota: 12. Januar 1933
- Arizona: 13. Januar 1933
- Montana: 13. Januar 1933
- Nebraska: 13. Januar 1933
- Oklahoma: 13. Januar 1933
- Kansas: 16. Januar 1933
- Oregon: 16. Januar 1933
- Delaware: 19. Januar 1933
- Washington: 19. Januar 1933
- Wyoming: 19. Januar 1933
- Iowa: 20. Januar 1933
- South Dakota: 20. Januar 1933
- Tennessee: 20. Januar 1933
- Idaho: 21. Januar 1933
- New Mexico: 21. Januar 1933
- Georgia: 23. Januar 1933

Die Ratifizierung durch die erforderlichen 36 von (damals) 48 Bundesstaaten wurde am 23. Januar 1933 mit der Ratifizierung durch Georgia abgeschlossen. Anschließend wurde der Zusatzartikel noch von folgenden Bundesstaaten ratifiziert:
- Missouri: 23. Januar 1933
- Ohio: 23. Januar 1933
- Utah: 23. Januar 1933
- Massachusetts: 24. Januar 1933
- Wisconsin: 24. Januar 1933
- Colorado: 24. Januar 1933
- Nevada: 26. Januar 1933
- Connecticut: 27. Januar 1933
- New Hampshire: 31. Januar 1933
- Vermont: 2. Februar 1933
- Maryland: 24. März 1933
- Florida: 26. April 1933